# The First Time
The First Time (Brasil: A Primeira Vez ) é um filme de comédia romântica adolescente, escrito e dirigido por Jon Kasdan. A história é centrada no primeiro fim de semana entre dois adolescentes inexperientes, Dave Hodgman e Aubrey Miller.
No Brasil, foi lançado direto em DVD em Dezembro de 2015, pela Califórnia Filmes.

## Enredo
Dave é platonicamente apaixonado pela melhor amiga Jane. Já Aubrey namora Ronny, um músico que não a compreende. Em uma sexta à noite, os caminhos de Dave e Aubrey se entrelaçarão, e ao longo do fim de semana muitas descobertas serão feitas pelo casal.

## Elenco
- Dylan O'Brien como Dave Hodgman
- Britt Robertson como Aubrey Miller
- Craig Roberts como Simon Daldry
- Joshua Malina como pai de Aubrey
- Christine Taylor como mãe de Aubrey
- James Frecheville como Ronny
- Victoria Justice como Jane
- LaMarcus Tinker como Big Corporation
- Maggie Elizabeth Jones como Stella Hodgman
- Halston Sage como Brianna
- Adam Sevani as Wurtzheimer guy
- Molly C. Quinn como Erica #1
- Christine Quynh Nguyen como Erika #2
- Matthew Fahey como Brendan Meltzer

## Recepção da crítica
The First Time teve recepção mista por parte da crítica especializada. Com base de 10 avaliações profissionais, alcançou uma pontuação de 55% no Metacritic.